# Pyrrhura frontalis
Il parrocchetto panciamarrone (Pyrrhura frontalis (Vieillot, 1818)) è un uccello della famiglia degli Psittacidi.

## Descrizione
Tipico esponente del suo genere: taglia attorno ai 26 cm, colore generale verde, anello perioftalmico bianco, iride nera, becco nero; mostra la tipica scagliatura sul petto e lo scudo rosso ventrale. Ha timoniere verde oliva con punte di colore bruno rossiccio e sottocoda bruno rossiccio, remiganti sfumate in azzurro e zampe grigie. 

## Biologia
Frequenta vari tipi di ambienti boschivi: ama le foreste di araucaria e detesta quelle di Eucalyptus. 
Si muove in stormi che vanno da 10 a 40 soggetti, e molto raramente si incontrano coppie isolate. Durante il volo emette in continuazione il suo richiamo per tenere il gruppo unito; diventa invece silenzioso, per non attirare predatori, quando, sulle cime degli alberi, si nutre. Nidifica nelle cavità degli alberi deponendo fino a 5 uova, la cova dura 29 giorni; i giovani escono dal nido a circa 5 settimane di età.

## Distribuzione e habitat
Abita una vasta area che va dal sud-est del Brasile all'Uruguay, al Paraguay, al nord dell'Argentina.

## Tassonomia
Il Congresso Ornitologico Internazionale riconosce due sottospecie:
- Pyrrhura frontalis frontalis, sottospecie nominale descritta;
- Pyrrhura frontalis chiripepe, con colorazione generale più pallida e copritrici auricolari grigio-verdi;